# Frederiksborg
Nota linguística: Não confundir grevskab (condado) com amt (divisão administrativa)..
Frederksborg foi um amt da Dinamarca de 1970 a 2006. Em 1.º de janeiro de 2007, foi fundido com a região da Capital.

## Municípios
O amt de Frederiksborg tinha 19 municípios:
| - Allerød - Birkerød - Farum - Fredensborg-Humlebæk - Frederikssund - Frederiksværk - Græsted-Gilleleje - Helsinge - Helsingør - Hillerød | - Hundested - Hørsholm - Jægerspris - Karlebo - Skibby - Skævinge - Slangerup - Stenløse - Ølstykke |